# 本四バス開発
本四バス開発株式会社（ほんしバスかいはつ、Honshi Bus Kaihatsu Co., Ltd.）は、西瀬戸自動車道（しまなみ海道）開通により航路廃止・縮小された旅客船業者が設立したバス会社。本社は広島県尾道市東御所町11番15号。
なお当社は、同じく「本四」の名称を冠するバス会社、本四海峡バスとは一切無関係ではあるが、同じ経緯（船舶会社の離職者対策）で作られた会社である。

## 主な事業
- 高速バス、一般路線バス、貸切バス
- 西瀬戸自動車道（しまなみ海道）向島IC/TB、因島北IC、因島南IC、生口島北IC、生口島南ICの料金所の料金収受業務。また尾道大橋有料道路の料金所の料金収受業務を2010年3月まで行なっていた。[1]
- 西瀬戸自動車道（しまなみ海道）大浜PA、瀬戸田PAの運営
- 道路維持作業

## 営業所（車庫）の所在地
- 本社営業所
  - 広島県尾道市東御所町11番15号
- 因島営業所
  - 広島県尾道市因島重井町5276番地17
- 因島営業所車庫
  - 広島県尾道市因島重井町4991番地4
- 瀬戸田営業所 
  - 広島県尾道市瀬戸田町中野408番地25
- 広島営業所
  - 広島県広島市南区出島2丁目19番3号

## 沿革
- 1983年11月1日 - 西瀬戸自動車道（しまなみ海道）開通により航路廃止・縮小された旅客船業者（瀬戸内海汽船）と因の島運輸の共同出資により設立。当時の社名は「本四バス」であった。(その後、因の島運輸との資本関係を解消。)
- 1983年12月4日 - 因島-尾道線を尾道市営バス（当時）と2社共同運行開始。
- 1986年 - 当時の瀬戸田町から瀬戸田町営バスの営業を譲り受ける。以降、瀬戸田島内線も運行。
- 1991年 - 生口橋開通に伴い、瀬戸田から因島・尾道への直通路線を運行開始。尾道線の殆どの便は因島車庫で因島尾道線への乗換えを要し、接続便が市営バス担当の場合もあった。
- 1996年12月 - 因の島運輸との資本関係を解消、因の島運輸も因島-尾道線に参入することとなる。
  - 瀬戸内海汽船が所有する因の島運輸の株式と、因の島運輸が所有する本四バス（当時）の株式を等価交換する。
- 1999年4月1日 - 西瀬戸自動車道の料金収受業務を受託する会社（中四開発株式会社）と合併し、社名を「本四バス開発」と改める。
- 1999年5月2日 - しまなみ海道の全通に伴い、キララエクスプレス、しまなみライナーなど同海道を経由する都市間バスの運行を開始。
- 1999年10月31日 - しまなみ海道経由の生口島～大三島間（瀬戸内海交通との共同運行）と、三原～今治間（しまなみバス開発との共同運行）の 高速バスを廃止。
- 2005年6月21日 - 瀬戸内運輸、中国バス、しまなみバス開発（当時）と共同運行していた、しまなみライナー（尾道線）廃止。
  - 代替措置として、しまなみライナー（福山線）と因島 - 尾道間路線バスと、因島大橋停留所での乗り継ぎ乗車券を発売。
- 2007年4月1日 - 道路運送法の改正により瀬戸田島内線の運行が廃止代替（貸切運行）から一般乗合旅客自動車運送事業となる。
- 2010年3月31日 - 尾道大橋有料道路の料金所収受請負入札に敗れて、同橋の料金収受業務終了。
- 2013年4月1日 - 尾道大橋無料化に伴い、因島尾道線の尾道大橋を跨ぐ一部の区間が運賃値下げとなる。
- 2023年4月1日 - 一部路線でICOCAが導入される[2][3]。

## 高速バス
- キララエクスプレス
  - 福山駅前 - 松山市駅
  - 共同運行：中国バス、瀬戸内しまなみリーディング、伊予鉄バス

- フラワーライナー
  - 土生港前・尾道駅前 - 高坂BS・広島バスセンター
  - 共同運行：因の島運輸、中国バス、広島交通
    - 高坂BSでエアポートリムジン（福山駅前 - 広島空港）に接続。

- シトラスライナー
  - 土生港前 - 福山駅前
  - 共同運行：因の島運輸、中国バス

## 一般バス路線
2017年4月1日より路線番号を導入している。
- 因島 - 尾道線
  - 70/7 土生港前 - （西瀬戸自動車道（しまなみ海道）・尾道大橋経由） - 尾道駅前
  - 共同運行：因の島運輸、おのみちバス
- 因島～瀬戸田線
  - 82/81 瀬戸田港 - 耕三寺 - 瀬戸田診療所前 - 名荷 - 赤崎 - （西瀬戸自動車道（しまなみ海道）経由） - 土生港前
- 瀬戸田島内線
  - 84/83 瀬戸田港 - 耕三寺 - 瀬戸田診療所前 - 名荷 - 赤崎 - （瀬戸田BS） - 光明坊 - サンセットビーチ - 瀬戸田港 - 耕三寺 - 瀬戸田診療所前
  - 88/87 瀬戸田港 - 耕三寺 - 高根
  - 85/86 高根 - 瀬戸田診療所前

## 車両
- 一般路線バス
- 日野・ブルーリボンが主体でかつてはいすゞ製も保有していた。
- 高速バス

- 貸切バス
  - 日野・セレガと三菱ふそう・エアロバスが中心。カラーリングは2パターンあり、「シーガル」シリーズはオレンジと裾に赤と白の帯、「ドルフィン」シリーズは水色と裾に緑と白の帯が入る。

## 関連会社
- 瀬戸内海汽船
- 因島汽船
- 瀬戸内しまなみリーディング